# Corethrella brandiae
Corethrella brandiae är en tvåvingeart som beskrevs av Art Borkent 2008. Corethrella brandiae ingår i släktet Corethrella och familjen Corethrellidae.
Artens utbredningsområde är Venezuela. Inga underarter finns listade i Catalogue of Life.